# Kinga Gajewska

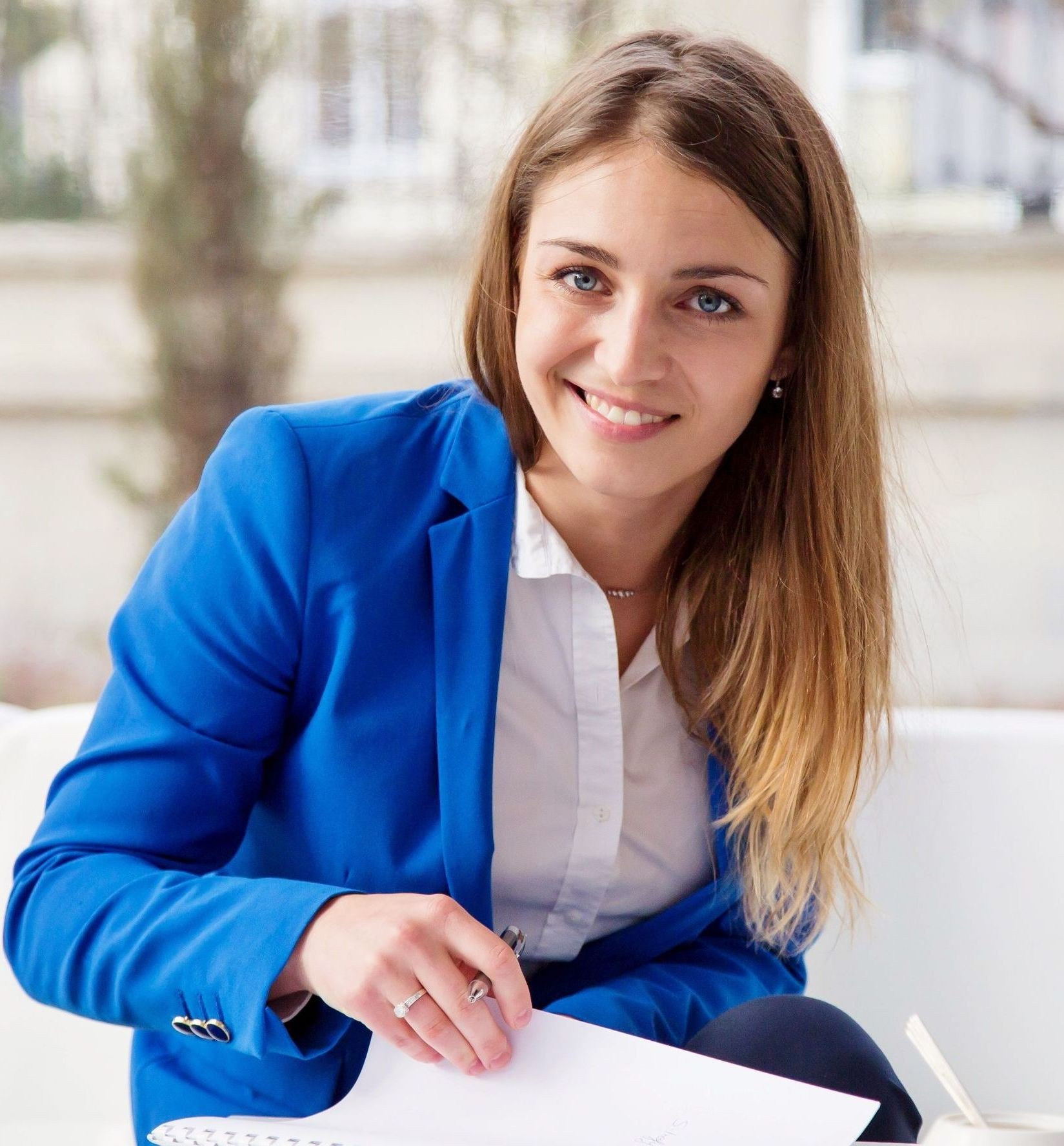
Kinga Gajewska (2016)

Kinga Magdalena Gajewska (* 22. Juli 1990 in Warschau) ist eine polnische Politikerin (PO) und seit 2015 Mitglied des Sejm. Sie gehört seit 2015 dem Sejm in der VIII., IX. und X. Wahlperiode an.

## Leben
Gajewska erhielt nach ihrem Schulabschluss ein Stipendium für die Freie Universität Berlin, wo sie von 2011 bis 2012 die School of Political Leaders besuchte. An der Universität Warschau erwarb sie 2014 einen Bachelor und 2018 einen Masterabschluss in Politikwissenschaften. 2017 wurde sie dort promoviert.
Gajewski ist seit 2018 in zweiter Ehe mit ihrem Parlamentskollegen Arkadiusz Myrcha verheiratet, mit dem sie drei gemeinsame Kinder hat. Sie ist Motocrossfahrerin und wurde 2013 Dritte der polnischen Meisterschaften. 2014 gehörte sie dem polnischen Nationalteam in dieser Sportart an. Sie war Mitglied des Frauenausschusses des Motorsportverbandes „Polski Związek Motorowy“. Daneben war sie auch als Turniertänzerin und Ringerin aktiv.

## Politik
Gajewska trat 2008 in die Platforma Obywatelska (PO) ein. Zunächst engagierte sie sich in der Lokalpolitik in Warschau und der Woiwodschaft Masowien. So war sie örtliche Vorsitzende der PO-Jugendorganisation „Młodzi Demokraci“. Bei der Europawahl 2014 trat sie noch erfolglos an, wurde aber bei den Selbstverwaltungswahlen 2014 in den Sejmik der Woiwodschaft Masowien gewählt.
Bei der Parlamentswahl 2015 wurde für die PO für den Wahlkreis Warschau-Land mit 4.820 Stimmen zur Abgeordneten des Sejm gewählt. Dort war sie Mitglied der Ausschüsse für Bildung, Wissenschaft und Jugend sowie dem für Justiz und Menschenrechte und dem für Digitalisierung, Innovation und Zukunftstechnologien. 2019 wurde sie für die PO, nun Teil der Koalicja Obywatelska (KO), mit 35.912 Stimmen wiedergewählt. Auch 2023 konnte sie für die KO erneut ein Mandat erringen und erzielte mit 85.283 Stimmen eines der besten Wahlergebnisse in ganz Polen. Während des Wahlkampfs 2023 wurde sie bei einer Protestaktion gegen eine Veranstaltung von Ministerpräsident Mateusz Morawiecki in Otwock festgenommen. Ihre Anwälte bewerteten dies als verfassungswidrigen Bruch ihrer parlamentarischen Immunität. Das zuständige Gericht entschied im Januar 2024, dass die Festnahme rechtswidrig war. Auch in ihrer zweiten und dritten Amtszeit beschäftigte Gajewska sich vorrangig mit der Bildungspolitik. Unter anderem setzte sie sich für die Abschaffung der Verhaltensbeurteilung in polnischen Schulen ein.

## Kritik
2023 wurde Gajewska von ihren Eltern eine Immobilie geschenkt. Dies gab sie zunächst bei ihrer Vermögenserklärung dem polnischen Parlament gegenüber nicht an, sondern reichte die Erklärung erst mehr als ein Jahr zu spät ein. Dies stieß auf Kritik, da Gajewska gemeinsam mit ihrem Mann 8.000 polnische Złoty für eine Mietwohnung abgerechnet hatte, sodass der Verdacht geäußert wurde, Gajewska habe das Eigentum verheimlichen wollen; diese Vorwürfe wies Gajewska als „absurd“ zurück. Gleichwohl wurde sie von dem Sejm-Abgeordneten Łukasz Mejza (PiS) wegen des Verdachts der Abgabe einer falschen Vermögenserklärung angezeigt, woraufhin die Staatsanwaltschaft Warschau im Dezember 2024 ein Ermittlungsverfahren einleitete.
Im April 2025 stand Gajewska erneut in der Kritik, weil sie gemeinsam mit ihrem Ehemann Fahrtkosten in Höhe von über 82.000 Złoty geltend gemacht hatte. Ministerpräsident Donald Tusk sagte eine genaue Prüfung zu.